# Беарак, Барри
Барри Беарак (англ. Barry Bearak; род. 31 августа 1949 года) — американский журналист, писавший для The Miami Herald, Los Angeles Times и The New York Times. В 2002 году Беарак стал лауреатом Пулитцеровской премии за международный репортаж.

## Биография
Уроженец Чикаго Барри Беарак вырос в Иллинойсе, где к 1971 году окончил факультет политологии в Колледже Нокса. Во время обучения он входил в студенческое сообщество Phi Beta Kappa и Почётное национальное академическое общество. Свою карьеру Беарак начал с сортировки писем в почтовом отделении Эванстона и написания пресс-релизов для страховой компании. Позднее он получил стипендию, чтобы продолжить обучение уже в качестве магистра журналистики в Университете Иллинойса.
С 1976 по 1981 год Беарак писал для Miami Herald, он присоединился к штату Los Angeles Times в 1982-м. По заданию редакций в этот период он интервьюировал приговорённых к смерти, освещал расовые беспорядки в Майами, бойкот Олимпийских игр в Лос-Анджелесе, землетрясение в Нортридже и «Лос-анджелесский бунт». К 43 годам он стал первым репортёром Los Angeles Times в Нью-Йорке, выигравшим Премию Майка Бергера.
Наибольшую известность журналист получил во время работы для газеты New York Times, к которой он присоединился в 1997 году. Через год корреспондент стал одним из руководителей индийского филиала издания. Ему помогала на этой должности жена — журналистка Селия Даггер. Беарак также освещал события на Ближнем Востоке, в числе событиях войны в Афганистане. Например, в сентябре 2001 года он сообщал о судебном процессе над восемью гуманитарными работниками, которых талибы обвиняли в проповедовании христианства. Во время своих расследований журналист притворялся пуштуном, что помогло ему путешествовать по региону. Он пересёк Хайберский перевал, в то время как правительство Талибана укрывало Усаму бен-Ладена. Беарак получил Пулитцеровскую премию и Премию Джорджа Полка за свои репортажи о войне в Афганистане в 2002 году. Год спустя он был отмечен наградой для лучших выпускников колледжа Нокса.
Беарак и Даггер стали соруководителями йоханнесбургского бюро New York Times в январе 2008 года. Во время освещения президентских выборов в соседнем Зимбабве Беарак был арестован за работу без специальных документов. Журналиста удерживали в тюрьме, несмотря на заявления представителей газеты о наличии у репортёра документов. Предположительно, арест был связан с репортажами Беарака об ответных мерах президента Роберта Мугабе на действия оппозиции. Благодаря массовой общественной и институционной поддержке репортёра освободили под залог 7 апреля 2008 года, через девять дней обвинения с него были сняты. После освобождения репортёра представили к почётной степени доктора гуманитарных наук Колледжа Нокса.
В 2009 году год Беарак и его жена были удостоены Премии Джорджа Полка за «десятки историй, изображающих яркую картину репрессий, болезней и голода, которые до сих пор мучают африканский народ». За время своей карьеры корреспондент получил множество других наград, в том числе премию Высшей школы журналистики Колумбийского университета и премию Джеймса Аронсона за социальную журналистику, Премию Талли.
После африканской командировки журналист продолжал работать для спортивного отдела New York Times. Например, в 2013 году он опубликовал серию из восьми статей, посвящённых жокею Расселу Блейзу. Он также преподавал журналистику в качестве приглашённого профессора в Высшей школе журналистики Колумбийского университета.

## Писательская деятельность
В 1987 году три рассказа Беарака о судебном процессе, семейном убийстве и стареющем стендап-комике вышли в финал Пулитцеровской премии за лучшее художественное произведение.
В 2017 году его статья «День, когда пришло море» об индонезийском цунами 2004 года послужила вдохновением для перфоманса Twinge, реализованного композитором Гавайского университета Джоном Магнуссеном и далласским музыкальным трио Haven.